# David Eisenhower
Dwight David Eisenhower II (født 31. marts 1948 i West Point, New York) er en amerikansk forfatter.
Han er barnebarn til tidligere præsident Eisenhower og gift med Julie Nixon Eisenhower. Sangen «Fortunate Son» af Creedence Clearwater Revival er skrevet om dem. Han repæsenterede sammen med hustruen som officiel repræsentant USA ved Kong Frederik IX bisættelse den 24. januar 1972.